# Niels Larsen Stevns
Niels Larsen Stevns (Gevnø, 9 luglio 1864 – Frederiksberg, 27 settembre 1941) è stato un pittore e scultore danese.